# Butte de Frochet
La butte de Frochet est une ligne de crête de hautes collines, site ZNIEFF du département de la Charente situé à l'extrémité occidentale des monts de Blond (marge occidentale du Massif central).
La butte se situe sur les territoires des communes de Val d'Issoire (anciennement Bussière-Boffy), Saint Christophe et Montrollet.
Sa géologie correspond à un important affleurement de quartz en position de crête. Cela a permis le développement d'un site représentant un intérêt important tant sur le plan botanique que faunistique ce qui justifie son classement en ZNIEFF.
Zone ZNIEFF de type I, identifiant national 540007580.